# Fatehnagar
Fatehnagar là một thành phố và khu đô thị của quận Udaipur thuộc bang Rajasthan, Ấn Độ.

## Nhân khẩu
Theo điều tra dân số năm 2001 của Ấn Độ, Fatehnagar có dân số 19.624 người. Phái nam chiếm 51% tổng số dân và phái nữ chiếm 49%. Fatehnagar có tỷ lệ 60% biết đọc biết viết, cao hơn tỷ lệ trung bình toàn quốc là 59,5%: tỷ lệ cho phái nam là 71%, và tỷ lệ cho phái nữ là 48%. Tại Fatehnagar, 14% dân số nhỏ hơn 6 tuổi.